# Olzai
Olzai é uma comuna italiana da região da Sardenha, província de Nuoro, com cerca de 1.046 habitantes. Estende-se por uma área de 69 km², tendo uma densidade populacional de 15 hab/km². Faz fronteira com Austis, Nughedu Santa Vittoria (OR), Ollolai, Ottana, Sarule, Sedilo (OR), Sorradile (OR), Teti.

## Demografia
| Variação demográfica do município entre 1861 e 2011                               |
|                                                                                   |
| Fonte: Istituto Nazionale di Statistica (ISTAT) - Elaboração gráfica da Wikipedia |